# آداپیس‌نما

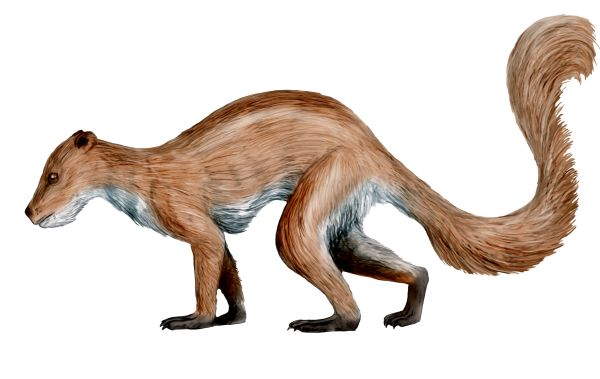
شمایل بازسازی شدهٔ آداپیس‌نما.

آداپیس‌نما یا پلسیاداپیس یکی از قدیمی‌ترین گونه‌های شناخته شدهٔ پستانداران شبیه نخستی‌سانان است که در حدود ۵۸ تا ۵۵ میلیون سال پیش در آمریکای شمالی و اروپا می‌زیسته است.